# Hlebówka
Hlebówka  (ukr. Глибівка) – wieś na Ukrainie, w  obwodzie iwanofrankiwskim, w rejonie bohorodczańskim.